# هرنگیرسدورف
هرنگیرسدورف (به آلمانی: Herrngiersdorf) یک شهر در آلمان است که در بایرن واقع شده‌است.

## خصوصیات
هرنگیرسدورف ۲۵٫۱۵ کیلومترمربع مساحت دارد ۴۰۵ متر بالاتر از سطح دریا واقع شده‌است.